# Villiers-le-Roux
Villiers-le-Roux – miejscowość i gmina we Francji, w regionie Nowa Akwitania, w departamencie Charente.
Według danych na rok 1990 gminę zamieszkiwały 123 osoby, a gęstość zaludnienia wynosiła 25 osób/km² (wśród 1467 gmin regionu Poitou-Charentes Villiers-le-Roux plasuje się na 870. miejscu pod względem liczby ludności, natomiast pod względem powierzchni na miejscu 1075.).